# Han Hye-sook
Han Hye-sook (20 de agosto de 1951) es una actriz surcoreana. Ganó el Grand Prize con la polémica, pero altamente clasificada, serie Dear Heaven en los SBS Drama Awards 2006.

## Filmografía

### Cine
| Año  | Título                          | Rol     |
| ---- | ------------------------------- | ------- |
| 1978 | The Evergreen Tree              |         |
| 1978 | No More Sorrow                  |         |
| 1979 | The Genealogy                   |         |
| 1979 | Eternal Inheritance             |         |
| 1980 | Mrs. Speculator                 |         |
| 1980 | The Last Witness                |         |
| 1987 | The Home of Two Women           | Yoo-hwa |
| 2007 | Mother                          | Madre   |
| 2008 | Living Together, Happy Together |         |

### Serie de televisión
| Año  | Título                      | Rol                   | Red  |
| ---- | --------------------------- | --------------------- | ---- |
| 1987 | Windfall                    |                       |      |
| 1994 | Way of Living: Woman        | Bae Shin-ja           | SBS  |
| 1997 | Beautiful Crime             | madre de Kim Chul-soo | SBS  |
| 1998 | The King and the Queen      | Reina Jeonghui        | KBS1 |
| 2001 | Mina                        | Choon-ja              | KBS2 |
| 2002 | Saxophone and Chapssaltteok | Yoon Yeo-ok           | KBS2 |
| 2002 | Miss Mermaid                | Shim Soo-jung         | MBC  |
| 2004 | Lotus Flower Fairy          | Jang Shi-ae           | SBS  |
| 2005 | Dear Heaven                 | Ji Young-sun          | SBS  |
| 2009 | Assorted Gems               | Pi Hye-ja             | MBC  |